# 埃斯波湾站
埃斯波湾地铁站（芬蘭語：Espoonlahden metroasema），是芬兰赫爾辛基地鐵西线地铁延展线上的地下车站。该站开通于2022年12月3日，位于石湾站东边1公里、索卡站西北1.3公里处。

## 图集

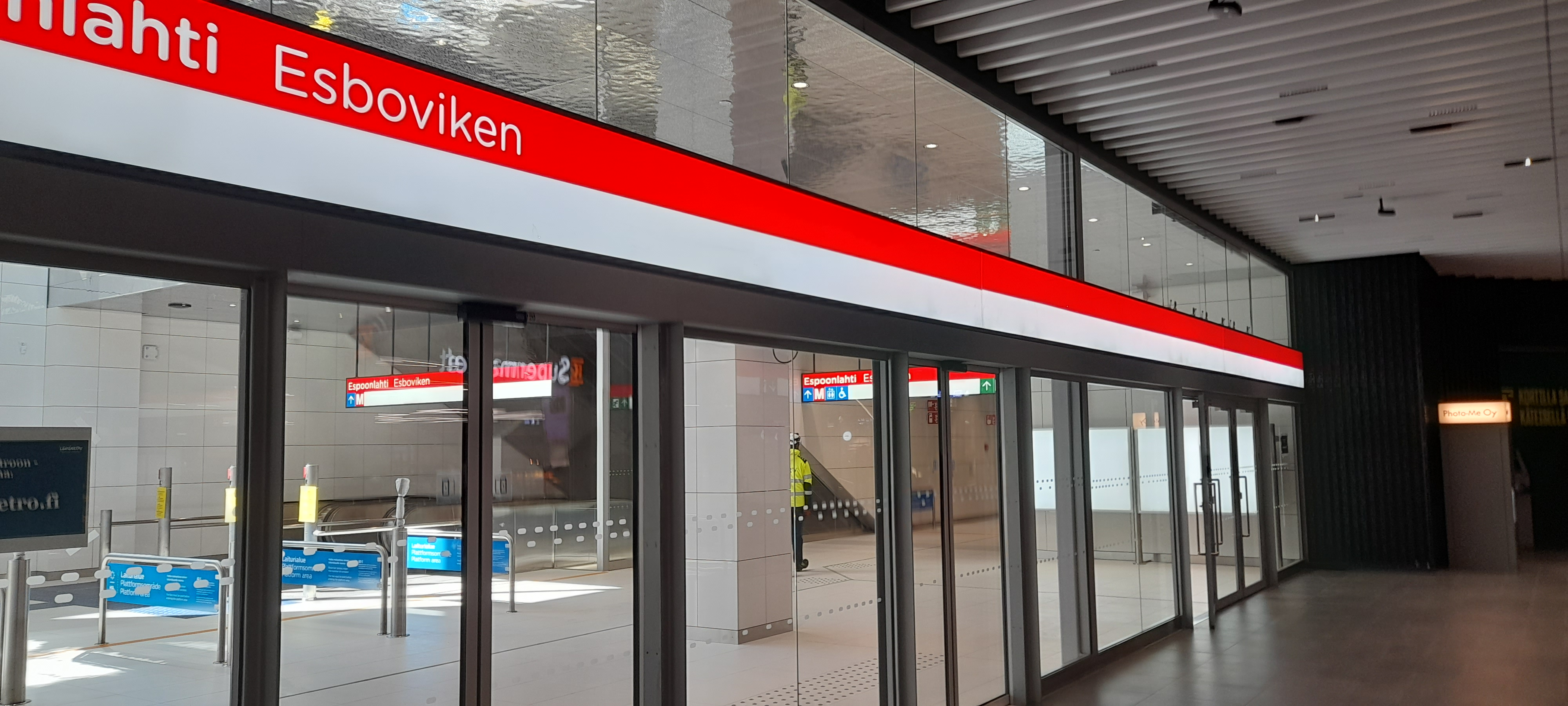
东入口
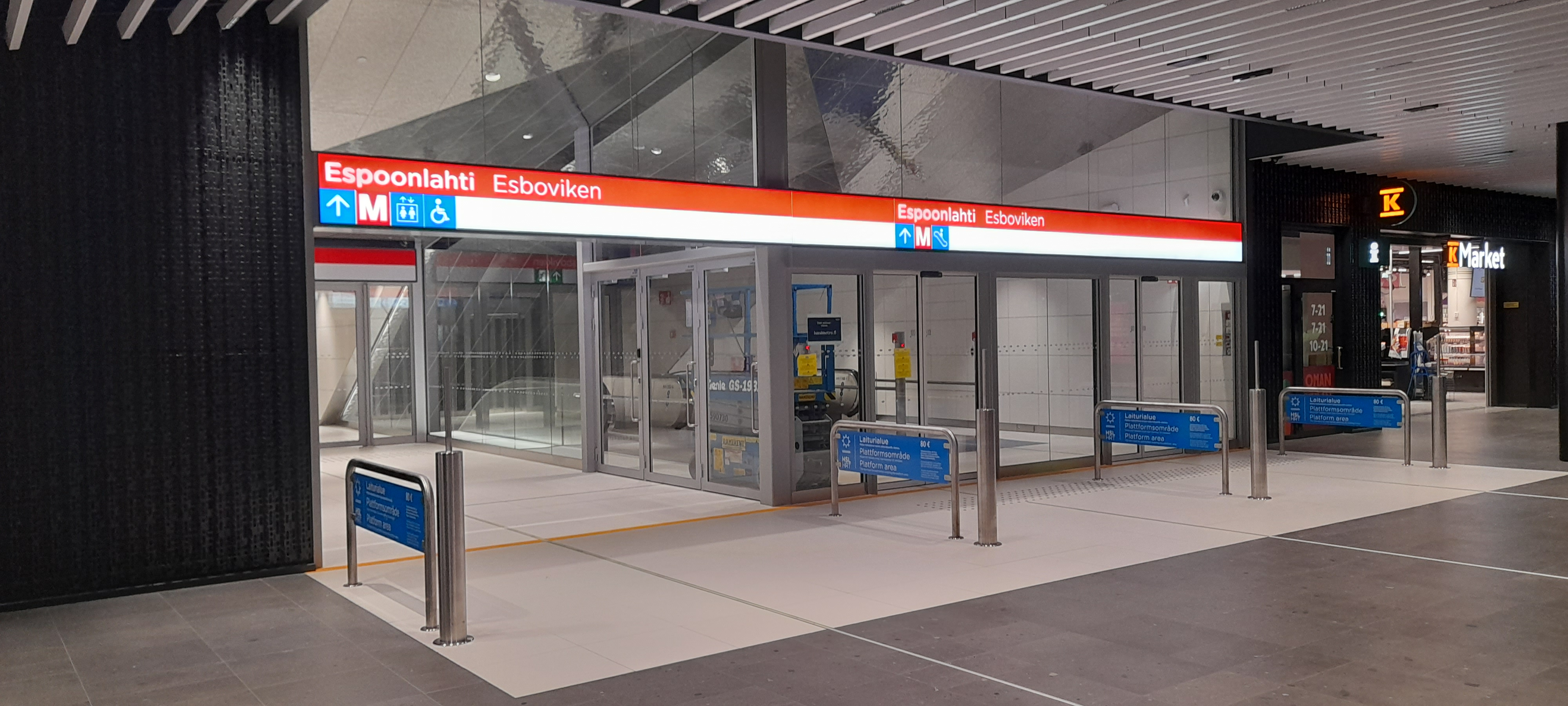
西入口